# Sticker hårt
Sticker hårt utkom den 22 oktober 1998 och var den finsk-svenske artisten Markoolios första studioalbum. Låten "Vi drar till fjällen"  utkom den 1 mars 1999 även på singel.

## Låtlista
1. Intro - 2:36
2. Markoolio é mé - 3:48
3. Vi drar till fjällen - 3:46
4. Raggningstips 1 - 0:31
5. Drömmen om Finland - 3:32
6. Åka pendeltåg - 2:49
7. Raggningstips 2 - 3:11
8. Sommar och sol - 3:04
9. Party på ett skitigt hotell - 3:04
10. Bira låten - 3:52
11. Raggningstips 3 - 0:37
12. Allan Ballan - 3:32
13. Rashan ringde - 3:19
14. Raggningstips 4 - 0:39
15. Den 24:de december - 7:27

## Listplaceringar
| Lista (1998-1999) | Topplacering |
| ----------------- | ------------ |
| Sverige           | 4            |